# PPSSPP
PPSSPP est un émulateur libre de  PSP. Il est disponible sur de nombreuses plate-formes, dont Android, Windows, iOS et GNU/Linux. Il a également été adapté à libretro, et bien que fonctionnant globalement par défaut sur plateformes d'architecture ARM, il existe en version spécialisée Raspberry Pi.